# 柯袍
柯袍（Ke Pauk，1934年—2002年2月15日），一译盖博，红色高棉高层人物之一。
出生在柬埔寨磅同省的一个村庄。1949年，在法国军队洗劫他的村庄之后，柯袍加入了自由高棉运动，谋求柬埔寨独立。1954年日内瓦会议之后柬埔寨取得独立，柯袍离开了他作战的丛林，旋即被逮捕，判处六年监禁，在金边和磅同服刑，但仅服刑了三年就获得释放。
1957年，在柯袍获释，回到自己的村庄结婚，生下了六个孩子。在此期间获得红色高棉的邀请，而加入该组织，后来成为高层人物之一。
2002年2月15日，柯袍在奥多棉吉省的家中在睡眠中逝世。